# Maria Grazia Rosa Rosso
Maria Grazia Rosa Rosso (Susa, 18 giugno 1954) è una giornalista, conduttrice televisiva e editrice italiana. Nella sua carriera ha avuto modo di collaborare con figure del giornalismo italiano e dello spettacolo come Mike Bongiorno, Indro Montanelli, Nino Nutrizio, Cesare Lanza, Piero Ottone, Ugo Ronfani e Vittorio Buttafava. È stata consulente per Mondadori, Rizzoli, Longanesi e Bompiani.

## Biografia

### L'esordio nel giornalismo e gli anni settanta
Esordì la sua carriera di giornalista pubblicista con Antonio Perria in Cronaca vera dove si occupò di svariati argomenti, dalla cronaca nera, alla cronaca giudiziaria al costume. Ha realizzato servizi giornalistici per diverse testate, tra le quali ABC, Oggi, Salve, La Notte, Corriere d'informazione e Corriere della Sera specializzandosi nelle tematiche sociali e nel mondo dello spettacolo. Negli anni settanta è stata direttrice pubblicitaria delle riviste Pilota auto e Pilota moto. Successivamente ha fondato e diretto il mensile di medicina naturale L'Erborista. In seguito ha collaborato per la Rai in trasmissioni radiofoniche. Agli inizi degli anni '80 ha condotto la rubrica televisiva video libero per Antennatre occupandosi poi anche dell'ufficio stampa a stretto contatto con Enzo Tortora, Lucio Flauto, Ettore Andenna e Renzo Villa.
Da ricordare è l'inchiesta scritta sul settimanale Oggi nel 1975 quando si è finta ammalata per farsi ricoverare per tre giorni all'Ospedale psichiatrico "Paolo Pini" di Affori (lo stesso dove venne ricoverata Alda Merini fino al '72) e poter raccontare con parole e fotografie la propria esperienza vissuta. Altra inchiesta notevole, pubblicata sempre sul settimanale Oggi nel 1976, è quella dove Maria Grazia si è travestita da vecchia o giovane mendicante per conoscere le reazioni della gente. In questa occasione è stata ritratta in una fotografia (dal fotografo di Panorama Alberto Roveri) mentre chiede l'elemosina all'attore Arnoldo Foà il quale, mettendo mano al portafogli ha dato il suo obolo.

### Gli anni ottanta e novanta
All'inizio degli anni '80 è stata per quasi un anno fotogiornalista freelance in Australia collaborando soprattutto con il giornale italiano stampato a Melbourne Il Globo (1959), Mondadori e Rizzoli. Negli anni seguenti diventa responsabile editoriale per Lanfranchi Editore.

### Attività successive
Nel 2003 ha fondato Milano giorno & notte, un trimestrale gratuito d'informazione distribuito in Lombardia, a Lugano e a Monte Carlo.

### Vicende giudiziarie
Alla fine degli anni '90 è stata coinvolta dalla casa editrice Einaudi  in una vicenda giudiziaria per una pubblicazione non autorizzata con il Professor Giovanni Vittorio Pisapia (fratello di Giuliano Pisapia). La vicenda riguardava il racconto Hapworth 16, 1924 di J. D. Salinger già pubblicato dal periodico americano The New Yorker nel 1963 e mai più riproposto. Non esisteva una versione italiana del racconto. Gli unici volumi al mondo di questo racconto (ritrovabili solo in italiano) sono stati dati alla stampa quando Maria Grazia Rosa Rosso ha proposto alla casa editrice Eldonejo (di Giovanni Vittorio Pisapia) di pubblicare "Hapworth 16, 1924" i quali diritti d'autore erano posseduti dalla casa editrice Einaudi. La casa editrice torinese fece causa per far valere il proprio copyright su Salinger richiedendo l'immediato ritiro dalle librerie del racconto commercializzato da Eldonejo. La vicenda si è conclusa senza condanne poiché il libro venne presentato, curato e tradotto da Simona Magherini la quale avendo riproposto nella prefazione del libro gli argomenti trattati nella sua tesi di laurea il volume venne ritenuto un testo accademico dunque non "pirata". Le 2 000 copie che vennero stampate sono ora talmente rare e richieste che su eBay il prezzo del libro ha superato i 400€ per copia.